# Richard Benedict
Richard "Pepe" Benedict (Palermo, 8 de enero de 1920 – Los Ángeles, 25 de abril de 1984) fue un actor y director cinematográfico y televisivo estadounidense de origen italiano.

## Biografía
Nacido en Palermo, Sicilia, actuó en docenas de producciones televisivas y cinematográficas entre las décadas de 1940 y 1960s, destacando su participación en El gran carnaval (1951), film dirigido por Billy Wilder. Benedict actuó también con Frank Sinatra y el Rat Pack en la película de 1960 Ocean's Eleven, encarnando a uno de los 11 hombres que robaban cinco casinos de Las Vegas en una misma noche. Otro de sus papeles más destacados fue el de comandante en la película de ciencia ficción de serie B de 1958 It! The Terror from Beyond Space.
Entre las producciones televisivas más importantes en las que participó figuran Aventuras de Superman, The Lone Ranger, Perry Mason, El Zorro, Dragnet, Gunn y Hawaii Five-O. Entre las producciones más importantes que dirigió figura Impasse, un film de aventuras protagonizado por Burt Reynolds.
Richard Benedict falleció en 1984 en Studio City (Los Ángeles), California, a causa de un infarto agudo de miocardio. Fue enterrado en el Cementerio Forest Lawn Memorial Park de Hollywood Hills. Su hijo fue el actor Nick Benedict.

## Filmografía

### Actor

#### Cine
- Cita en los cielos, de George Cukor (1944)
- See My Lawyer, de Edward F. Cline (1945)
- Un paseo bajo el sol, de Lewis Milestone (1945)
- O.S.S., de Irving Pichel (1946)
- Solo en la noche, de Joseph L. Mankiewicz (1946)
- Till the End of Time, de Edward Dmytryk (1946)
- Backlash, de Eugene Forde (1947)
- The Guilt of Janet Ames, de Henry Levin (1947)
- Seven Were Saved, de William H. Pine (1947)
- Encrucijada de odios, de Edward Dmytryk (1947)
- The Arizona Ranger, de John Rawlins (1948)
- Race Street, de Edwin L. Marin (1948)
- Smart Girls Don't Talk, de Richard L. Bare (1948)
- Shockproof, de Douglas Sirk (1949)
- Homicide, de Felix Jacoves (1949)
- City Across the River, de Maxwell Shane (1949)
- Streets of San Francisco, de George Blair (1949)
- Omoo-Omoo the Shark God, de Leon Leonard (1949)
- The Window, de Ted Tetzlaff (1949)
- Scene of the Crime, de Roy Rowland (1949)
- Post Office Investigator, de George Blair (1949)
- Angels in Disguise, de Jean Yarbrough (1949)
- Destination Big House, de George Blair (1950)
- State Penitentiary, de Lew Landers (1950)
- Triple Trouble, de Jean Yarbrough (1950)
- Rookie Fireman, de Seymour Friedman (1950)
- Inside the Walls of Folsom Prison, de Crane Wilbur (1951)
- El gran carnaval, de Billy Wilder (1951)
- Let's Go Navy!, de William Beaudine (1951)
- Okinawa, de Leigh Jason (1952)
- Hoodlum Empire, de Joseph Kane (1952)
- Breakdown, de Edmond Angelo (1952)
- Woman in the Dark, de George Blair (1952)
- Jalopy, de William Beaudine (1953)
- The Juggler, de Edward Dmytryk (1953)
- Murder Without Tears, de William Beaudine (1953)
- Run for the Hills, de Lew Landers (1953)
- Un acte d'amour, de Anatole Litvak (1953)
- The Big Tip Off, de Frank McDonald (1955)
- The Shrike, de José Ferrer (1955)
- Spy Chasers, de Edward Bernds (1955)
- Wiretapper, de Dick Ross (1955)
- He Laughed Last, de Blake Edwards (1956)
- The Man Is Armed, de Franklin Adreon (1956)
- Spring Reunion, de Robert Pirosh (1957)
- Monkey on My Back, de André De Toth (1957)
- Beginning of the End, de Bert I. Gordon (1957)
- The Midnight Story, de Joseph Pevney (1957)
- It! The Terror from Beyond Space, de Edward L. Cahn (1958)
- I'll Give My Life, de William F. Claxton (1960)
- Ocean's Eleven, de Lewis Milestone (1960)
- El tercer hombre era mujer, de Daniel Mann (1961)
- Mike and the Mermaid, de Richard Benedict (1964)
- A Swingin' Summer, de Robert Sparr (1965)
- Impasse, de Richard Benedict (1969)
- Move, de Stuart Rosenberg (1970)
- Bloody Trail, de Richard Robinson (1972)
- Disconnected, de Gorman Bechard (1983)

#### Televisión
- Stars Over Hollywood, 2 episodios (1951)
- Racket Squad, 2 episodios (1951-1953)
- Aventuras de Superman, 3 episodios (1952-1957)
- Gang Busters, un episodio (1952)
- Your Favorite Story, un episodio (1953)
- General Electric Theater, un episodio (1953)
- Big Town, un episodio (1953)
- I Led 3 Lives, un episodio (1954)
- Cavalcade of America, un episodio (1954)
- Lux Video Theatre, 2 episodios (1954)
- Schlitz Playhouse of Stars, un episodio (1954)
- The Adventures of Falcon, 2 episodios (1954)
- The Lone Wolf, 1 episodio (1954)
- Waterfront, un episodio (1954)
- Navy Log, 2 episodios (1955-1956)
- The Whistler, un episodio (1955)
- The Eddie Cantor Comedy Theater, un episodio (1955)
- Celebrity Playhouse, un episodio (1955)
- Dragnet, 3 episodios (1956-1959)
- Ethel Barrymore Theater, un episodio (1956)
- The Adventures of Jim Bowie, un episodio (1956)
- Tales of the Texas Rangers, 2 episodios (1957-1958)
- Official Detective, un episodio (1957)
- The Lone Ranger, un episodio (1957)
- Circus Boy, un episodio (1957)
- The George Sanders Mystery Theater, un episodio (1957)
- The Walter Winchell File, un episodio (1957)
- Mike Hammer, 2 episodios (1958-1959)
- Perry Mason, un episodio (1958)
- Harbor Command, un episodio (1958)
- El Zorro, un episodio (1958)
- Target, un episodio (1958)
- Alfred Hitchcock presenta, un episodio (1958)
- Steve Canyon, un episodio (1958)
- Highway Patrol, 2 episodios (1958)
- Gunn, 2 episodios (1959-1960)
- M Squad, un episodio (1959)
- The Scarface Mob, telefilm (1959)
- The David Niven Show, un episodio (1959)
- Westinghouse Desilu Playhouse, 2 episodios (1959)
- The Lawless Years, un episodio (1959)
- Rescue 8, un episodio (1959)
- Lock Up, un episodio (1959)
- Los Intocables, 2 episodios (1959)
- Man with a Camera, un episodio (1960)
- The Betty Hutton Show, un episodio (1960)
- Sugarfoot, un episodio (1960)
- Intriga en Hawái, 3 episodios (1961-1962)
- Surfside 6, 4 episodios (1961-1962)
- The Life and Legend of Wyatt Earp, un episodio (1961)
- The Roaring 20's, un episodio (1961)
- Tallahassee 7000, un episodio (1961)
- Miami Undercover, 2 episodios (1961)
- Bronco, un episodio (1961)
- Lawman, un episodio (1961)
- G.E. True, un episodio (1963)
- Arrest and Trial, un episodio (1963)
- Hawaii Five-O, un episodio (1968)
- The Outsider, un episodio (1969)
- Ironside, un episodio (1969)
- Ghost Story, un episodio (1972)
- La mujer policía, un episodio (1974)
- Police Story, un episodio (1975)
- Flannery and Quilt, telefilm TV (1976)
- The Rookies, un episodio (1976)
- Mark, I Love You, telefilm (1980)
- Trapper John M.D., un episodio (1980)

### Director
- The Roaring 20's, un episodio (1962)
- Lawman, 2 episodios (1961-1962)
- Intriga en Hawái, 5 episodios (1961-1963)
- Bronco, un episodio (1962)
- Surfside 6, 2 episodios (1962)
- Saints and Sinners, un episodio (1962)
- Mike and the Mermaid (1964)
- Run for Your Life, 15 episodios (1965-1967)
- El virginiano, 3 episodios (1965-1970)
- Winter A-Go-Go (1965)
- Laredo, un episodio (1966)
- I Spy, un episodio (1966)
- 12 O'Clock High, un episodio (1966)
- Iron Horse, un episodio (1966)
- Hawk, 2 episodios (1966)
- Combat!, 2 episodios (1966)
- El gran chaparral, 4 episodios (1967-1968)
- Misión: Imposible, 3 episodios (1967-1969)
- El fugitivo, un episodio (1967)
- Los invasores, 2 episodios (1967)
- El agente de CIPOL, un episodio (1967)
- Hawaii Five-O, 11 episodios (1968-1978)
- N.Y.P.D., un episodio (1968)
- Ironside, 4 episodios (1969-1970)
- The Outsider, 2 episodios (1969)
- Impasse (1969)
- Superagente 86, 2 episodios (1969)
- Marcus Welby, M.D., 2 episodios (1969)
- Centro médico, 5 episodios (1970-1972)
- The Bold Ones: The Lawyers, un episodio (1970)
- Alias Smith and Jones, 3 episodios (1971-1972)
- The Partners, 3 episodios (1971-1972)
- Galería Nocturna, un episodio (1971)
- The Bold Ones: The New Doctors, un episodio (1971)
- Dan August, 2 episodios (1971)
- Adventures of Flash Beaver (1972)
- Mannix, un episodio (1972)
- Police Story, 8 episodios (1973-1975)
- Harry O (1973)
- La mujer policía, 4 episodios (1974-1978)
- Apple's Way (1974)
- Movin' On, un episodio (1974)
- Lucas Tanner, un episodio (1975)
- Matt Helm, un episodio (1975)
- Medical Story, un episodio (1975)
- The Blue Knight, un episodio (1976)
- The Rookies, 2 episodios (1976)
- S.W.A.T., un episodio (1976)
- Los ángeles de Charlie, 2 episodios (1976)
- The Oregon Trail, un episodio (1977)
- Code R, un episodio (1977)
- El hombre de la Atlántida, un episodio (1977)
- The Hardy Boys/Nancy Drew Mysteries, un episodio (1978)
- Frankie and Annette: The Second Time Around, telefilm (1978)
- Peyton Place '79, telefilm (1979)
- 240-Robert (1979)
- Doctors' Private Lives (1979)
- Quincy M.E., 2 episodios (1980-1982)
- Great Performances, un episodio (1980)
- La isla de la fantasía, 2 episodios (1981)
- Country Comes Home, telefilm (1982)
- The American Adventure (1982)
- Texaco Star Theater: Opening Night, telefilm (1983)